# Marble Arch

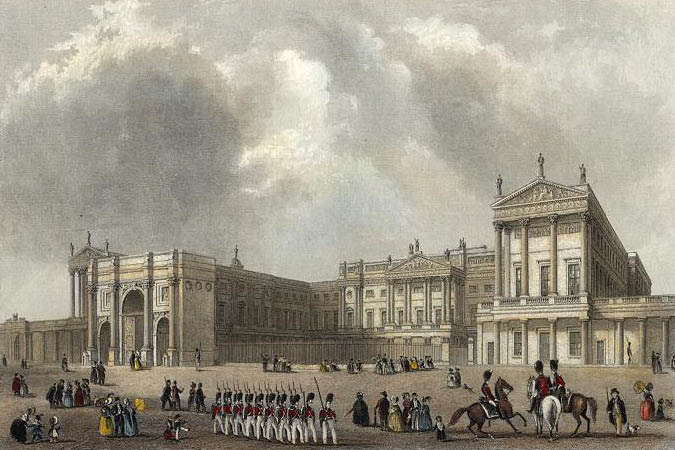
Marble Arch va ser originalment aixecat a The Mall, com a entrada al reconstruït Buckingham Palace.

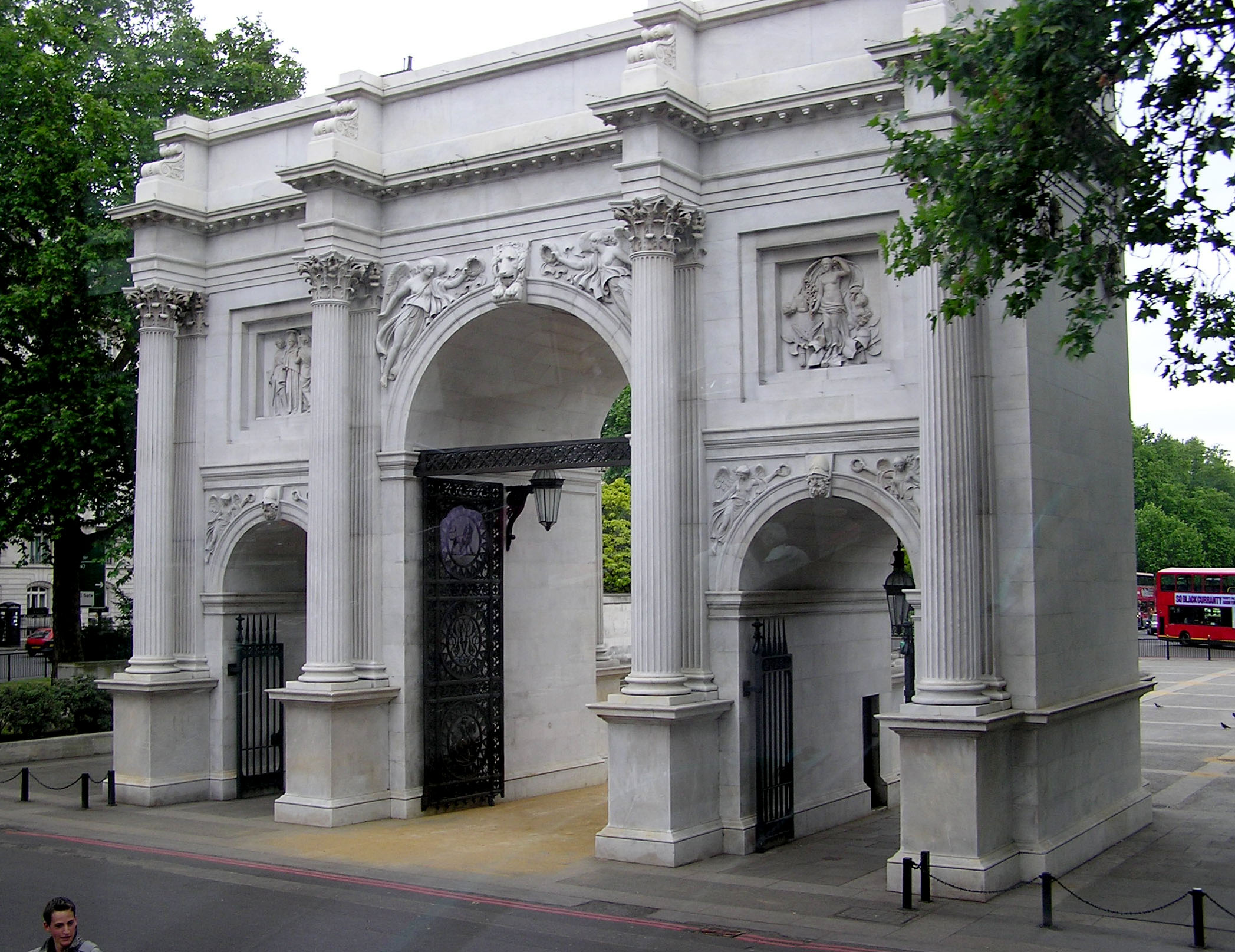
Marble Arch en l'actualitat, aixecat prop del Speakers' Corner al Hyde Park, al final d'Oxford Street.

Marble Arch és un monument de marbre blanc de Carrara situat prop de Speakers' Corner a Hyde Park, a l'extrem oest d'Oxford Street, a Londres, prop de l'estació del metro amb el mateix nom.
Només els membres de la Família Reial i la King's Troop, Royal Horse Artillery tenen el privilegi de passar sota l'arc.

## Història
El 1828, John Nash va dissenyar l'arc basant-se en l'arc triomfal de Constantí de Roma. Es va erigir originalment a The Mall, com a entrada al nou Buckingham Palace, reconstruït per Nash sobre l'antiga Buckingham House.
El 1851, l'arc va ser traslladat al seu actual emplaçament durant la construcció del costat est del Palau. La història popular diu que l'arc va ser mogut perquè era massa estret perquè hi passés el carruatge de la reina, però de fet, el carruatge reial va passar sota l'arc durant la coronació d'Isabel II el 1953.

## Disseny
Existeixen tres petites dependències dins l'arc que van ser usades com a estació de policia fins a 1950, primer pels vigilants del parc i després per la Metropolitan Police. Algunes escultures previstes per a l'arc van acabar a la façana de la National Gallery, degut als problemes de finançament de Nash.